# Джамаев, Амран Германович
Амра́н Ге́рманович Джама́ев (род. 9 апреля 1949, Советский район, Северо-Казахстанская область) — советский и российский чеченский актёр, заслуженный артист Российской Федерации (2020), Народный артист Чечено-Ингушской АССР (1991), Заслуженный деятель искусств Северо-Осетинской АССР (1983).

## Биография
Родился 9 апреля 1949 года в депортации в Казахстане. В 1957 году после реабилитации чеченцев и ингушей семья вернулась на родину. В 1968 году окончил среднюю школу в селе Толстой-Юрт.
В 1973 году с отличием окончил ГИТИС. После окончания университета вернулся на родину в Чечено-Ингушский государственный драматический театр.
В 1975—1976 годах служил в Советской армии. После демобилизации стал одним из ведущих артистов драматического театра имени Х. Нурадилова. Его работа в театре началась с исполнения роли Яго в трагедии Уильяма Шекспира «Отелло».
В спектакле «Бессмертные» Абдул-Хамида Хамидова Амран Джамаев сыграл участника Великой Отечественной войны, Героя Советского Союза Ханпашу Нурадилова. Эта работа театра была отмечена Почётным дипломом Министерства культуры РСФСР.
Спектакль «Земля отцов» Руслана Хакишева, в котором сыграл Амран Джамаев, был удостоен Государственной премии Чечено-Ингушской АССР.
Джамаев сыграл десятки ролей в спектаклях, в том числе поставленных по произведения чеченской, русской и зарубежной классики. Часто это были главные роли. За свой труд был удостоен званий Народного артиста Чечено-Ингушетии и Заслуженного деятеля искусств Северной Осетии, ряда других наград.
С 2000 года Джамаев является преподавателем кафедры актёрского мастерства филологического факультета Чеченского государственного университета.
Сотрудничает с молодёжным театром «Серло» с момента его основания в 2009 году.
В мае 2020 года Указом Президента Российской Федерации ему присвоено звание Заслуженный артист Российской Федерации.

## Спектакли
- «Отелло» (Уильям Шекспир, роль Яго);
- «Бессмертные» (автор Абдул-Хамид Хамидов, роль Ханпаши Нурадилова);
- «Пир во время чумы» А. С. Пушкина (Моцарт);
- «Женитьба» Николая Гоголя (Кочкарёв);
- «Женитьба Бальзаминова» Александра Островского (Бальзаминов);
- «Предложение» Антона Чехова (Ломов);
- «Мнимый больной» (Клеант);
- «Скапен, спаси любовь!» Ж-Б. Мольера (Скапен);
- «Земля отцов» Руслана Хакишева (Жухург);
- «Чудаки» Саида Гацаева (Талаб);
- «Бунт невесток» С. Ахмадова (Мамур).

## Награды и звания
- Заслуженный артист Российской Федерации (25 мая 2020) — за большой вклад в развитие отечественной культуры и искусства, многолетнюю плодотворную деятельность[1].
- Народный артист Чечено-Ингушской АССР (1991).
- Заслуженный артист Чечено-Ингушской АССР (1982).
- Заслуженный деятель искусств Северо-Осетинской АССР (1983).
- Почётный гражданин Чеченской Республики (3 апреля 2017) — за вклад в развитие театрального искусства Чеченской Республики, творческую деятельность, получившую широкое признание и известность[2].
- Лауреат премии Фонда возрождения и развития культуры Чеченской Республики (1997).
- Лауреат премии Интеллектуального центра Чечни «Серебряная сова» (номинация «Искусство», 2010).